# Velká Ohrada
Velká Ohrada je čtvrť na jihu pražské městské části Praha 13 v katastrálním území Stodůlky, severně od Dalejského potoka. Historickým jádrem je zástavba původní vesnice, jejímž centrem je Ohradské náměstí.

## Historie

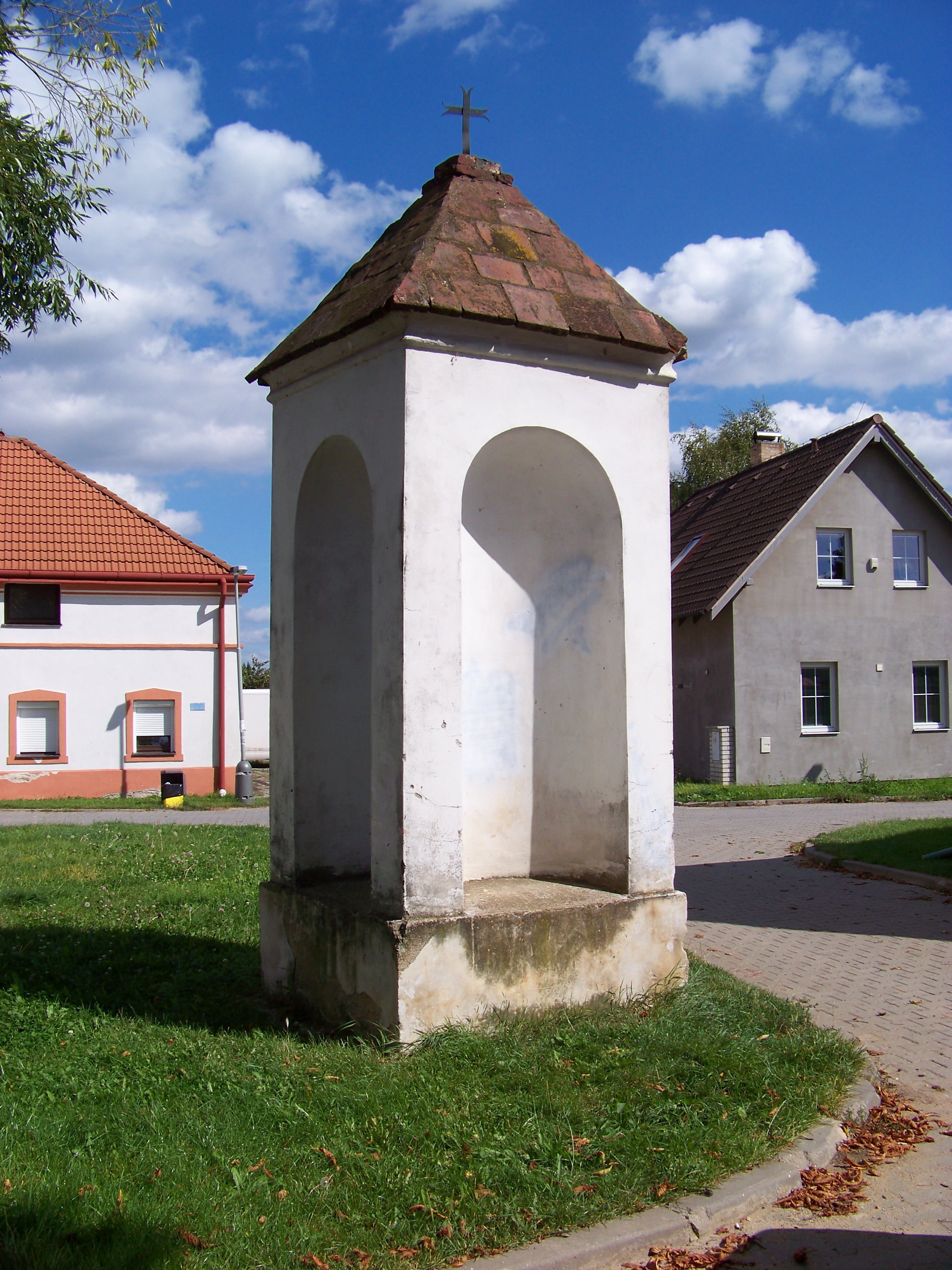
Prázdná výklenková kaplička na rozcestí Petrbokovy a Pařízkovy ulice

Velká Ohrada vznikla jako nevelká osada koncem 18. století na východě katastrálního území Řeporyje. V roce 1859 zde stálo 14 domů a žilo tu 110 obyvatel. V druhé polovině 19. století vznikla severovýchodně od ní další osada – Malá Ohrada, původně nazývaná Ohradská osada (tento název se užíval do roku 1870).
Obě Ohrady byly z Řeporyjí v době komunistického režimu překatastrovány ke Stodůlkám a v jejich rámci byly 1. července 1974 připojeny k Praze.

## Sídliště Velká Ohrada

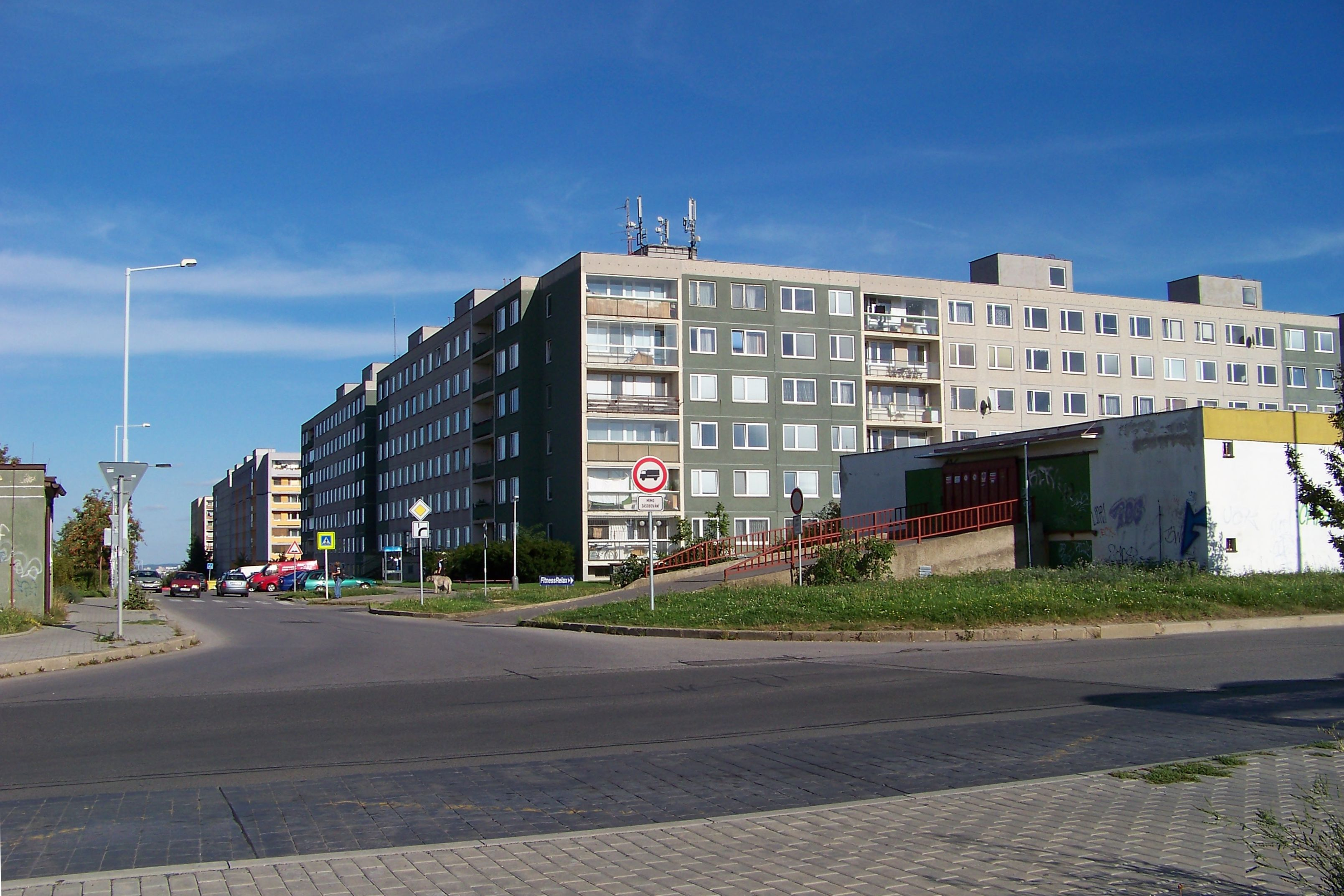
Sídliště Velká Ohrada

Východně od vlastní Velké Ohrady se rozkládá panelové sídliště Velká Ohrada, postavené v letech 1988–1993. V oblasti Velké Ohrady vzniklo i několik novějších obytných souborů: Nové Stodůlky a Rezidence Dalejský park na západní straně, domy bytového družstva Rotavská a obchodní centrum Lidl na severní straně od staré Velké Ohrady, obytný celek v oblasti ulice Klausova jihovýchodně od sídliště Velká Ohrada a v roce 2011 dvojvěžák Rezidence Prague Towers severně od sídliště Velká Ohrada, při Malé Ohradě. Součástí sídliště je také obchodní centrum, které je zrekonstruované, nalézá se zde mimo jiné fitness centrum, nonstop bar a restaurace. V roce 2000 byl na sídlišti Velká Ohrada dopaden z vězení uprchlý vrah Jiří Kajínek.
Ulice Velké Ohrady jsou pojmenovány po známých českých lékařích (např. Janského, Přecechtělova).

## Doprava
Ulicemi podél severního a západního okraje sídliště Velká Ohrada vedou od Jeremiášovy ulice a od zastávky Píškova autobusové trasy (na severní straně Tlumačovskou ulicí do otočky Nad Malou Ohradou, na západní straně Červeňanského ulicí mezi Velkou Ohradou a sídlištěm Velká Ohrada přes zastávky Červeňanského a Ohradské náměstí do otočky Velká Ohrada), některé linky u sídliště končí a jiné projíždějí obratiště závlekem.